# مورارانو گاره
مورارانو گاره (به لاتین: Morarano Gare) یک منطقهٔ مسکونی در ماداگاسکار است که در مورامانگا واقع شده‌است. مورارانو گاره ۱۷٬۵۴۵ نفر جمعیت دارد.